# Cimera de Singapur
La cimera de Singapur va ser una cimera bilateral entre el president nord-coreà Kim Jong-un i el president estatunidenc Donald Trump, celebrada a l'Hotel Capella, Sentosa, Singapur, el 12 de juny de 2018. Va ser la primera trobada de la història entre els líders de Corea del Nord i els Estats Units. Van signar una declaració conjunta, en la qual van acordar garanties de seguretat per a Corea del Nord, noves relacions pacífiques, la desnuclearització de la península de Corea, la recuperació de les restes dels soldats estatunidencs morts en la Guerra de Corea i negociacions de seguiment entre funcionaris d'alt nivell. Tots dos líders també es van reunir per separat amb el primer ministre de Singapur, Lee Hsien Loong.
Immediatament després de la cimera, el president Trump va anunciar que l'exèrcit estatunidenc suspendria les «provocatives» maniobres militars conjuntes amb Corea del Sud, i va declarar que desitjava portar als soldats estatunidencs de tornada a casa en algun moment, però va reforçar que no formava part de l'equació de Singapur. L'1 d'agost de 2018, el Senat dels Estats Units va aprovar el projecte de llei de pressupost militar per a 2019, prohibint el finançament de la reducció de les forces estatunidenques estacionades a Corea del Sud (USFK) per sota de 22.000; la retirada significativa de les forces estatunidenques es considera un punt no negociable en les converses de desnuclearització amb el Nord.
Després d'un període de conflicte exacerbat que va incloure que Corea del Nord provés amb èxit el que diu ser la seva primera bomba d'hidrogen i el míssil balístic intercontinental (ICBM) Hwasong-15 a finals de 2017, les tensions van començar a rebaixar-se després que Kim Jong-un anunciés el seu desig d'enviar atletes als Jocs Olímpics d'Hivern de 2018 que se celebren a Corea del Sud. Durant els jocs, Kim va proposar converses amb Corea del Sud per a planificar una cimera intercoreana. El 8 de març, la delegació sud-coreana va tornar de les converses i va viatjar als Estats Units per a lliurar una invitació de Kim Jong-un a Donald Trump per a una reunió. A continuació es van produir intercanvis d'alt nivell entre les dues parts, incloent una visita del llavors director de la CIA, Mike Pompeo, a Pyongyang i una visita de Kim Yong-chol, vicepresident del Partit del Treball de Corea, a la Casa Blanca. Totes dues parts van amenaçar amb cancel·lar la cimera després d'una ronda d'exercicis militars conjunts dels Estats Units i Corea del Sud, i Trump va arribar a lliurar una carta formal a Kim perquè cancel·lés la reunió; no obstant això, les dues parts finalment van acordar reunir-se. Es va celebrar una segona cimera entre Trump i Kim al febrer de 2019 en la capital del Vietnam, Hanoi, però va fracassar al no arribar cap acord.